# Eodorcadion gorbunovi
Eodorcadion gorbunovi es una especie de escarabajo longicornio perteneciente al género Eodorcadion, categorizada en la tribu Dorcadionini, de la subfamilia Lamiinae. Fue descrita por Danilevsky en 2004.
El período de actividad en los ejemplares adultos se presenta durante los meses de junio, julio y agosto.

## Descripción
Mide 14,5-25,7 mm de longitud.

## Distribución
Se distribuye por Asia: en Mongolia.